# 粗糙西风芹
粗糙西风芹（学名：[Seseli squarrulosum] 错误：{{Lang}}：文本有斜体标记（帮助））是伞形科西风芹属的植物，是中国的特有植物。分布在中国大陆的四川、青海等地，生长于海拔1,600米至3,000米的地区，常生长在向阳山坡草地、干旱河谷和山坡路旁，目前尚未由人工引种栽培。

## 别名
川防风（四川道孚），防风（青海同仁），西风（四川）